# Every Teardrop Is a Waterfall
"Every Teardrop Is a Waterfall" là một bài hát thuộc thể loại alternative rock của ban nhạc người Anh Coldplay. Đây là đĩa đơn đầu tiên từ album phòng thu thứ năm Mylo Xyloto, được phát hành vào ngày 3 tháng 6 năm 2011 dưới định dạng nhạc số. Riêng ở Vương quốc Anh, đĩa đơn được ra mắt muộn hơn hai ngày so với thế giới. "Every Teardrop Is a Waterfall" đã nhận được hai đề cử Giải Grammy ở các hạng mục Trình diễn rock xuất sắc nhất và Bài hát rock hay nhất. Ca khúc có sử dụng những nhạc tố từ "I Go To Rio" (1976), một sáng tác của Peter Allen và Adrienne Anderson.
Đĩa đơn đạt vị trí thứ 29 trên bảng xếp hạng Billboard Hot 100 tại Hoa Kỳ trong lần đầu ra mắt và có hơn 85.000 bản được bán trong tuần đầu tiên, trước khi lên đến vị trí thứ 14, vị trí cao nhất của đĩa đơn trên bảng xếp hạng này. Bài hát cũng đạt tới vị trí thứ 6 trên bảng xếp hạng UK Singles Chart. Ca khúc ra mắt lần đầu trên các đài phát thanh BBC Radio, BBC Radio 2, BBC 6 Music, Absolute Radio và Xfm. Coldplay trình diễn trực tiếp "Every Teardrop Is a Waterfall" lần đầu tiên vào ngày 4 tháng 6 tại nhạc hội Rock am Ring and Rock im Park ở Nürnberg, Đức. Bài hát cũng được Coldplay thể hiện tại lễ tưởng niệm cố doanh nhân Steve Jobs tại trụ sở Apple ở Cupertino, California vào ngày 19 tháng 10 năm 2011 và tại lễ khai mạc Giải Âm nhạc châu Âu của MTV ở Belfast, Bắc Ireland ngày 6 tháng 11 năm 2011. Bài hát được sử dụng làm nhạc nền cho bộ phim điện ảnh manga chuyển thể Uchū Kyōdai của Chūya Koyama, và phim điện ảnh hài hước năm 2011, Đổi vai.

## Cảm hứng và sáng tác
—The Oracle, chuyên mục Hỏi và Đáp trên trang web của Coldplay, đã phản hồi một thắc mắc về bài hát vào năm 2011.
Khi "Every Teardrop Is a Waterfall" được đăng tải lần đầu trên kênh YouTube của Coldplay, đĩa đơn đã nhận nhiều ý kiến tiêu cực cho rằng Coldplay đạo ý tưởng từ "Ritmo de la noche" của nhóm nhạc Đức Chocolate ở những năm 1990, hay từ "I Go to Rio" của Peter Allen. Tuy nhiên sau khi đĩa đơn được phát hành, trên trang chủ của Coldplay có đăng tải dòng chữ "Every Teardrop Is a Waterfall có mang nhiều yếu tố âm nhạc từ I Go to Rio do Peter Allen và Adrienne Anderson sáng tác". Hai tác giả này được ghi công ngay bên dưới phần ca từ chính thức của bài hát.
Bản thân Chris Martin cũng đưa ra những nhận định của mình về ca khúc. Anh giải thích ý nghĩa của "Every Teardrop Is a Waterfall" trong buổi phỏng vấn với Music Week, rằng "chủ đề trung tâm của bản thu... là cố gắng biến những điều xấu xa trở thành những điều tốt đẹp bằng một cách nào đó. Là một ban nhạc, chúng tôi đã từng trải qua kha khá các sự cố hài hước khi mà mọi người cứ luôn công kích chúng tôi." Trong một buổi phỏng vấn khác với Pitchfork, Chris đưa ra nhận định tương tự, "Tôi thực sự yêu thích cái tiêu đề "Every Teardrop Is a Waterfall" vì tôi biết rằng nó nói về việc biến điều ác thành điều thiện; âm nhạc có thể giải thoát bạn [...] Điều tuyệt vời nhất về Internet là tất cả mọi người đều ghét mọi thứ, vì vậy bạn có thể cứ thế tiến tới và thực hiện những điều bạn muốn." Đây cũng không phải lần đầu tiên Coldplay sử dụng các bản nhạc mẫu cho các sáng tác mới, trước đây ban nhạc cũng từng sử dụng nhạc đề của ban nhạc Kraftwerk cho ca khúc "Talk" trong album X&Y của nhóm.

## Đánh giá chuyên môn
"Every Teardrop Is a Waterfall" đón nhận những phản hồi tích cực từ giới chuyên môn. Boston Herald đưa ra một nhận định tích cực: "Chris Martin một lần nữa lại làm được. Anh đã truyền năng lượng cho âm nhạc yếu đuối, tô đẹp cho thể loại nhạc pop bình dân, và mang đến cho thế giới một ca khúc khác của Coldplay. Về cơ bản, những chàng trai này thật vui nhộn, và ca khúc đậm chất stadium-rock này cũng như vậy. 'I turn the music up, I got my records on, I shut the world outside until the lights come on' ('Tôi mở nhạc to lên, tôi bật bản thu của mình lên, tôi bỏ quên thế giới xung quanh cho tới khi ánh sáng rọi đến'), Martin hát trên nền những âm synth sôi nổi, tiếng guitar lảnh lót và nhịp trống đập lớn. Bạn có thể vừa cảm nhận được tình yêu và vừa lắng nghe một đỉnh cao trên bảng xếp hạng tiếp theo của ban nhạc chỉ trong một bài hát."
Rolling Stone đã chấm ca khúc ba sao rưỡi trên năm sao cùng với bình luận, "Qua giai điệu keyboard lôi cuốn [...] Martin hát về những đứa trẻ nhảy múa cho đến lúc trời sáng và thiên đường ở trong chiếc tai nghe của anh. [...] "Tôi thà làm một dấu phẩy còn hơn một dấu chấm đầy đặn," Martin hát. Đến từ một chàng trai mà những phê bình gia ví anh như một dấu chấm than đầy tình người, đó là một quan điểm sống đáng hoan nghênh".
Tương tự như Rolling Stone, MTV cũng dành lời khen ngợi "Every Teardrop Is a Waterfall" khi viết, "Những con quái vật modern rock Coldplay mới chỉ cho ta nghe thử một đoạn của đĩa đơn đầu tiên trích từ album phòng thu thứ 5 sắp ra mắt do Brian Eno sản xuất, và từng chút một đều thật bay bổng đúng như những gì chúng ta đã mong đợi từ ban nhạc" và kết thúc với lời đề, "Dù trong hoàn cảnh nào, 'Every Teardrop Is a Waterfall' vẫn có tiềm năng làm trở thành một bài hát nổi bật của mùa hè, vì vậy những thác nước chảy hãy cứ tiếp tục chảy đi, Coldplay!". PopCrush tiếp tục những lời nhận định tích cực, "Đĩa đơn mang thương hiệu của Coldplay 'Every Teardrop Is a Waterfall' thật hùng vĩ như nhan đề của nó gợi ra vậy. Tuy không phải một bản ballad nhưng đó là một yếu tố kích thích, một ca khúc Britpop pha trộn với chất rock 'n' roll của ban nhạc... Bạn sẽ muốn nghe nó hết lần này đến lần khác. Đây là một sự kết hợp tuyệt vời giữa âm nhạc sở trường của Coldplay với những giai điệu đẹp kèm theo tiếng guitar leo thang, mặc dù gần như không mang vẻ bóng bẩy như những bài hát pop trước đây của ban nhạc". Tạp chí NME nói về đĩa đơn, "Nó gợi nhớ đến album X&Y với khuynh hướng điện tử, trong khi phần điệp khúc hùng tráng 'It was a wa-wa-wa-wa-waterrrrfall' và những tiếng trống hành quân thì xuất hiện ít hơn 'Viva la Vida'".

## Video âm nhạc

Ảnh chụp màn hình từ video âm nhạc, phân cảnh ban nhạc đang chơi trên nhiều khung cảnh thấm đậm màu sơn graffiti.

Video phát hành chính thức ngày 28 tháng 6 năm 2011. Video thể hiện cảnh ban nhạc chơi trên nhiều phông nền phun sơn graffiti đầy màu sắc do các nghệ sĩ của nhóm thực hiện. Video được quay trong hai ngày 14 và 15 tháng 6 năm 2011 tại Millennium Mills ở phía đông Luân Đôn, gần sân bay London City, và bắt đầu bằng cảnh quay đường chân trời của Downtown Los Angeles. Video âm nhạc sử dụng công nghệ hoạt hình tĩnh vật do Mat Whitecross đạo diễn. Whitecross đã làm việc với Coldplay kể từ năm 1999 và chịu trách nhiệm thực hiện video cho "Lovers in Japan" và "Christmas Lights". Công đoạn dựng phim do Nick Allix từ The Whitehouse Post thực hiện.
Video âm nhạc đã nhận nhiều ý kiến tích cực từ giới phê bình với phần nhìn đầy màu sắc. Rolling Stone nhận xét, "Một clip sôi động và đầy màu sắc khá là phù hợp với ca khúc, với một năng lượng [...] kích thích cùng một loại ca từ lãng mạn, lạc quan, giúp Coldplay trở thành một trong những ban nhạc rock làm thỏa mãn các đám đông nhất thế giới". Tờ New York Post viết: "Đoạn clip đã chứng minh rằng những chàng trai chỉ chú tâm đến việc phá vỡ những giới hạn trong các video của họ, y hệt những điều mà họ vẫn thường làm đối với âm nhạc của nhóm." trong khi The Sun ví đĩa đơn như "một chuyện tình đầy sắc màu".

## Trình diễn trực tiếp

Coldplay trình diễn "Every Teardrop Is a Waterfall" tại sự kiện Glastonbury 2011.

Coldplay đã trình diễn Every Teardrop Is a Waterfall tại rất nhiều các sự kiện lớn và tour diễn mà ban nhạc góp mặt. Năm 2011, bài hát có mặt trong danh sách ca khúc của buổi lưu diễn mang tên: "Coldplay Live: Unstaged", nằm trong tour diễn Mylo Xyloto Tour. Cùng năm đó, ban nhạc biểu diễn bài hát tại nhạc hội Glastonbury và chiếu trực tiếp trên BBC. và trên chương trình Live on Letterman. Ca khúc cũng góp mặt trong một vài album trực tiếp của ban nhạc như iTunes Festival: London 2011, Live in Madrid và Live 2012. Every Teardrop Is a Waterfall tiếp tục được Coldplay chơi trong tour diễn Ghost Stories Tour (2014) tại Nhà hát Hoàng gia Albert ở Luân Đôn, và tour diễn A Head Full of Dreams Tour (2016) tại sân vận động Maracanã ở Brazil (ngày 10 tháng 4), sân vận động Etihad ở Anh (ngày 5 tháng 6), sân vận động MetLife ở Bắc Mỹ (ngày 16 tháng 7).

## Thành viên thực hiện
Nguồn:
- Guy Berryman – guitar bass, keyboard, sáng tác
- Jonny Buckland – guitar điện, sáng tác
- Will Champion – hát đệm, trống, sáng tác
- Chris Martin – hát chính, guitar acoustic, sáng tác
- Peter Allen – sáng tác
- Adrienne Anderson – sáng tác
- Markus Dravs – nhà sản xuất
- Daniel Green – nhà sản xuất và phối khí
- Rik Simpson – nhà sản xuất và phối khí
- Mark 'Spike' Stent – phối khí
- Davide Rossi – chơi đàn
- Jon Hopkins – soạn chương trình phụ
- Brian Eno – sáng tác phụ

## Định dạng bài hát
| Đĩa đơn kỹ thuật số | Đĩa đơn kỹ thuật số             | Đĩa đơn kỹ thuật số |
| STT                 | Nhan đề                         | Thời lượng          |
| ------------------- | ------------------------------- | ------------------- |
| 1.                  | "Every Teardrop Is a Waterfall" | 4:03                |

| CD/7" vinyl/Gói kỹ thuật số tiêu chuẩn | CD/7" vinyl/Gói kỹ thuật số tiêu chuẩn | CD/7" vinyl/Gói kỹ thuật số tiêu chuẩn |
| STT                                    | Nhan đề                                | Thời lượng                             |
| -------------------------------------- | -------------------------------------- | -------------------------------------- |
| 1.                                     | "Every Teardrop Is a Waterfall"        | 4:03                                   |
| 2.                                     | "Major Minus"                          | 3:30                                   |

| EP kỹ thuật số độc quyền trên iTunes | EP kỹ thuật số độc quyền trên iTunes                | EP kỹ thuật số độc quyền trên iTunes |
| STT                                  | Nhan đề                                             | Thời lượng                           |
| ------------------------------------ | --------------------------------------------------- | ------------------------------------ |
| 1.                                   | "Every Teardrop Is a Waterfall" (hiệu đỉnh đĩa đơn) | 4:03                                 |
| 2.                                   | "Major Minus"                                       | 3:30                                 |
| 3.                                   | "Moving to Mars"                                    | 4:19                                 |

| Remix chính thức | Remix chính thức                                                | Remix chính thức |
| STT              | Nhan đề                                                         | Thời lượng       |
| ---------------- | --------------------------------------------------------------- | ---------------- |
| 1.               | "Every Teardrop Is a Waterfall" (Remix của Swedish House Mafia) | 5:23             |

| Remix mở rộng của Swedish House Mafia (từ phiên bản không phối nhạc của Until Now) | Remix mở rộng của Swedish House Mafia (từ phiên bản không phối nhạc của Until Now) | Remix mở rộng của Swedish House Mafia (từ phiên bản không phối nhạc của Until Now) |
| STT                                                                                | Nhan đề                                                                            | Thời lượng                                                                         |
| ---------------------------------------------------------------------------------- | ---------------------------------------------------------------------------------- | ---------------------------------------------------------------------------------- |
| 29.                                                                                | "Every Teardrop Is a Waterfall" (Coldplay vs. Swedish House Mafia)                 | 6:48                                                                               |

## Xếp hạng và chứng nhận
| Bảng xếp hạng (2011)                       | Vị trí cao nhất |
| ------------------------------------------ | --------------- |
| Úc (ARIA)                                  | 14              |
| Áo (Ö3 Austria Top 40)                     | 21              |
| Bỉ (Ultratop 50 Flanders)                  | 4               |
| Bỉ (Ultratop 50 Wallonia)                  | 3               |
| Canada (Canadian Hot 100)                  | 9               |
| Canada (Canadian rock/alternative chart)   | 5               |
| Cộng hòa Séc (Rádio Top 100)               | 69              |
| Đan Mạch (Tracklisten)                     | 8               |
| Phần Lan (Suomen virallinen lista)         | 16              |
| Pháp (SNEP)                                | 20              |
| Đức (GfK)                                  | 24              |
| Ireland (IRMA)                             | 9               |
| Israel (Media Forest)                      | 9               |
| Ý (FIMI)                                   | 3               |
| Nhật Bản (Japan Hot 100)                   | 6               |
| Luxembourg (Billboard)                     | 5               |
| Hà Lan (Dutch Top 40)                      | 4               |
| New Zealand (Recorded Music NZ)            | 13              |
| Na Uy (VG-lista)                           | 8               |
| Polish Singles Chart                       | 8               |
| Scotland (OCC)                             | 5               |
| Slovakia (Rádio Top 100)                   | 18              |
| Hàn Quốc (GAON) (International Chart)      | 11              |
| Tây Ban Nha (PROMUSICAE)                   | 4               |
| Tây Ban Nha (Airplay Chart)                | 6               |
| Thụy Điển (Sverigetopplistan)              | 47              |
| Thụy Sĩ (Schweizer Hitparade)              | 6               |
| Anh (UK Singles Chart)                     | 6               |
| Hoa Kỳ Billboard Hot 100                   | 14              |
| Hoa Kỳ Adult Alternative Songs (Billboard) | 1               |
| Hoa Kỳ Adult Contemporary (Billboard)      | 23              |
| Hoa Kỳ Adult Pop Airplay (Billboard)       | 8               |
| Hoa Kỳ Alternative Songs (Billboard)       | 4               |
| Hoa Kỳ Hot Rock Songs (Billboard)          | 5               |
| Hoa Kỳ Pop Airplay (Billboard)             | 25              |
| Venezuela Pop Rock General                 | 1               |

| Bảng xếp hạng (2011)              | Vị trí |
| --------------------------------- | ------ |
| Belgian Singles Chart (Flanders)  | 30     |
| Belgian Singles Chart (Wallonia)  | 49     |
| French Singles Chart              | 47     |
| Japan Hot 100                     | 22     |
| Netherlands (Mega Single Top 100) | 37     |
| Spanish Singles Chart             | 40     |
| Swiss Singles Chart               | 71     |
| US Adult Pop Songs (Billboard)    | 28     |
| US Rock Songs (Billboard)         | 23     |
| US Alternative Songs (Billboard)  | 27     |
| US Triple A (Billboard)           | 12     |

| Quốc gia                                                                           | Chứng nhận | Số đơn vị/doanh số chứng nhận |
| ---------------------------------------------------------------------------------- | ---------- | ----------------------------- |
| Úc (ARIA)                                                                          | Vàng       | 35.000^                       |
| Đan Mạch (IFPI Đan Mạch)                                                           | Vàng       | 15.000^                       |
| Bỉ (BEA)                                                                           | Vàng       | 15.000*                       |
| Ý (FIMI)                                                                           | Bạch kim   | 30.000*                       |
| Anh Quốc (BPI)                                                                     | Bạc        | 200.000^                      |
| * Chứng nhận dựa theo doanh số tiêu thụ. ^ Chứng nhận dựa theo doanh số nhập hàng. |            |                               |

## Lịch sử phát hành
| Quốc gia      | Ngày phát hành      | Định dạng                             | Nhãn hiệu       |
| ------------- | ------------------- | ------------------------------------- | --------------- |
| Hoa Kỳ        | 3 tháng 6 năm 2011  | Tải kỹ thuật số                       | Parlophone      |
| Liên hiệp Anh | 5 tháng 6 năm 2011  | Tải kỹ thuật số                       | Parlophone      |
| Hoa Kỳ        | 13 tháng 6 năm 2011 | Đài phát thanh Modern rock            | Capitol Records |
| Hoa Kỳ        | 20 tháng 6 năm 2011 | Đài phát thanh Hot adult contemporary | Capitol Records |
| Hoa Kỳ        | 21 tháng 6 năm 2011 | Contemporary hit radio                | Capitol Records |
| Toàn cầu      | 27 tháng 6 năm 2011 | Tải kỹ thuật số                       | Parlophone      |
| Liên hiệp Anh | 27 tháng 6 năm 2011 | CD                                    | Parlophone      |
| Liên hiệp Anh | 27 tháng 6 năm 2011 | 7"                                    | Parlophone      |
| Pháp          | 4 tháng 7 năm 2011  | CD                                    | EMI             |